# Latarnia morska Lundy South
Latarnia morska Lundy South – latarnia morska położona na południowym  krańcu wyspy Lundy leżącej w Kanale Bristolskim około 19 kilometrów od wybrzeża Devon. Na północnym krańcu wyspy leży bliźniacza latarnia latarnia morska Lundy North. Latarnia jest wpisana na listę English Heritage.
Latarnia Lundy South została zbudowana w 1897 roku jako część planu zastąpienia pojedynczej latarni Old Light, zbudowanej przez Trinity House w 1819 roku. Latarnia ta zbudowana została z granitu i miała wysokość 29 metrów. Latarnia została zelektryfikowana w 1971 i zautomatyzowana oraz przerobiona na zasilanie przez energię słoneczną w 1994 roku.
Zasięg światła białego wynosi 15 Mm. Obecnie stacja jest monitorowana z Trinity House Operations & Planning Centre w Harwich.